# Umpferstraße
Umpferstraße, früher Kunstmühle, ist eine ehemalige Mühle sowie ein heutiges Industriegebiet und ein Wohnplatz auf den Gemarkungen der Lauda-Königshofener Stadtteile Königshofen und Sachsenflur im Main-Tauber-Kreis im fränkisch geprägten Nordosten Baden-Württembergs.

## Geographie
Umpferstraße liegt etwa einen Kilometer südwestlich von Königshofen im Umpfertal. Weitere umgebende Orte sind Sachsenflur nach etwa 1,5 Kilometern im Südwesten und Beckstein nach etwa 1,5 Kilometern im Nordwesten.

## Geschichte
Auf dem Messtischblatt Nr. 6424 „Königshofen“ von 1881 war vor Ort eine Kunstmühle verzeichnet.
Der Wohnplatz kam als Teil der ehemals selbständigen Stadt Königshofen am 1. Januar 1975 zur Stadt Lauda-Königshofen, als sich die Stadt Lauda mit der Stadt Königshofen und der Gemeinde Unterbalbach im Rahmen der Gebietsreform in Baden-Württemberg vereinigte.

## Kulturdenkmale
Kulturdenkmale in der Nähe des Wohnplatzes sind in der Liste der Kulturdenkmale in Lauda-Königshofen verzeichnet.

## Verkehr
Der Ort ist über die Umpferstraße zu erreichen. Diese zweigt zwischen Königshofen und Sachsenflur von der B 292 ab.